# Fisken de kaldte Wanda
Fisken de kaldte Wanda (originaltitel A Fish Called Wanda) er en britisk/amerikansk komediefilm fra 1988, instrueret af Charles Crichton. I filmens hovedroller ses John Cleese, Jamie Lee Curtis, Michael Palin og Kevin Kline, der vandt en oscar for bedste mandlige birolle for rollen som Otto.
Filmen havde dansk premiere 3. februar 1989 og den samlede spilletid er 108 minutter.

## Medvirkende
- John Cleese som Archie
- Jamie Lee Curtis som Wanda
- Kevin Kline som Otto
- Michael Palin som Ken
- Maria Aitken som Wendy
- Tom Georgeson som George
- Patricia Hayes som Fru Coady
- Geoffrey Palmer som Dommer
- Cynthia Cleese som Portia
- Mark Elwes som Kunde hos juveler